# Atonie
Atonia este o afecțiune neurologică⁠(d) în care mușchii își pierd tonusul și devin flasci. Aceasta poate apărea din diverse cauze, cum ar fi leziuni ale sistemului nervos central, boli neuromusculare sau chiar în timpul somnului REM, când corpul intră într-o stare de paralizie temporară pentru a preveni mișcările bruște. Practic, atonia se manifestă prin lipsa de tensiune musculară, ceea ce poate duce la dificultăți în menținerea posturii și a mișcărilor coordonate.